# Síndrome de Xia-Gibbs
Início
Os transtornos de neurodesenvolvimento são condições caracterizadas por deficiências cognitivas, motoras, comunicativas e/ou comportamentais devido a problemas durante as etapas iniciais de desenvolvimento do cérebro . Um dos exemplos de transtorno de neurodesenvolvimento é a deficiência intelectual, condição na qual os indivíduos apresentam limitações significativas no desempenho cognitivo e comportamento adaptativo . A deficiência intelectual frequentemente ocorre em combinação com outros sinais clínicos, como outros transtornos de neurodesenvolvimento, como do Transtorno Espectro Autista (TEA),  fenótipos neurológicos adicionais, como epilepsia, e malformações congênitas, incluindo anormalidades cerebrais, dismorfismos faciais, defeitos cardíacos, genitais, esqueléticos, etc. Neste contexto, é chamada de deficiência intelectual sindrômica.
A deficiência intelectual pode ter causas preponderantemente genéticas ou ambientais, ou ainda resultar de uma combinação destes fatores. Existem muitas formas de deficiência intelectual sindrômica que são genéticas e causadas por alterações em um gene principal, que tem efeito de grande impacto no neurodesenvolvimento. A síndrome de Xia-Gibbs é um exemplo de forma sindrômica de deficiência intelectual de origem genética, sendo causada por mutações no gene AHDC1 (do inglês, At Hook DNA binding motif Containing 1).
Características clínicas e diagnóstico
Os indivíduos com  a síndrome de Xia-Gibbs, em geral, apresentam: atraso global de desenvolvimento (motor e da fala), hipotonia, deficiência intelectual,  anomalias estruturais do cérebro, dismorfismos faciais (características faciais que diferem da maioria da população) e alterações do comportamento, como por exemplo Transtorno do Espectro Autista e/ou agressividade. Eles também podem ter escoliose, epilepsia, apneia do sono, ataxia e baixa estatura. 
As características faciais das pessoas com a síndrome de Xia-Gibbs são em geral sutis e variáveis, não permitindo uma hipótese diagnóstica, o que difere por exemplo da síndrome de Down, na qual o fenótipo facial é bastante sugestivo para o diagnóstico clínico. Da mesma forma, por causa da alta variabilidade nas características clínicas e ausência de sinais específicos para a síndrome de Xia-Gibbs, seu diagnóstico não pode ser realizado em exame clínico.
O diagnóstico da síndrome de Xia-Gibbs ocorre por meio de exames genéticos de sequenciamento massivo paralelo, como o Exoma. Devido ao alto custo e consequente baixa acessibilidade a este tipo de teste genético em muitos países, acredita-se que a síndrome de Xia-Gibbs seja subdiagnosticada . Segundo a Xia-Gibbs Society, ou Sociedade de Xia-Gibbs, organização mundial de familiares de pessoas diagnosticadas com essa síndrome, há cerca de 400 pacientes diagnosticados no mundo até o momento (julho/2024). 
Etiologia
A síndrome de Xia-Gibbs é causada por mutações (variantes genéticas) que são danosas à função (patogênicas) do gene AHDC1. Essas variantes ocorrem em heterozigose, isto é, apenas uma das duas cópias do gene (um dos alelos) têm  a alteração e a síndrome se manifesta. Assim, essa síndrome apresenta um padrão de herança dominante. Até o momento, em todos os casos relatados na literatura médica, a mutação em AHDC1 foi identificada apenas nos pacientes, mas não em seus pais, sendo então uma mutação nova.  

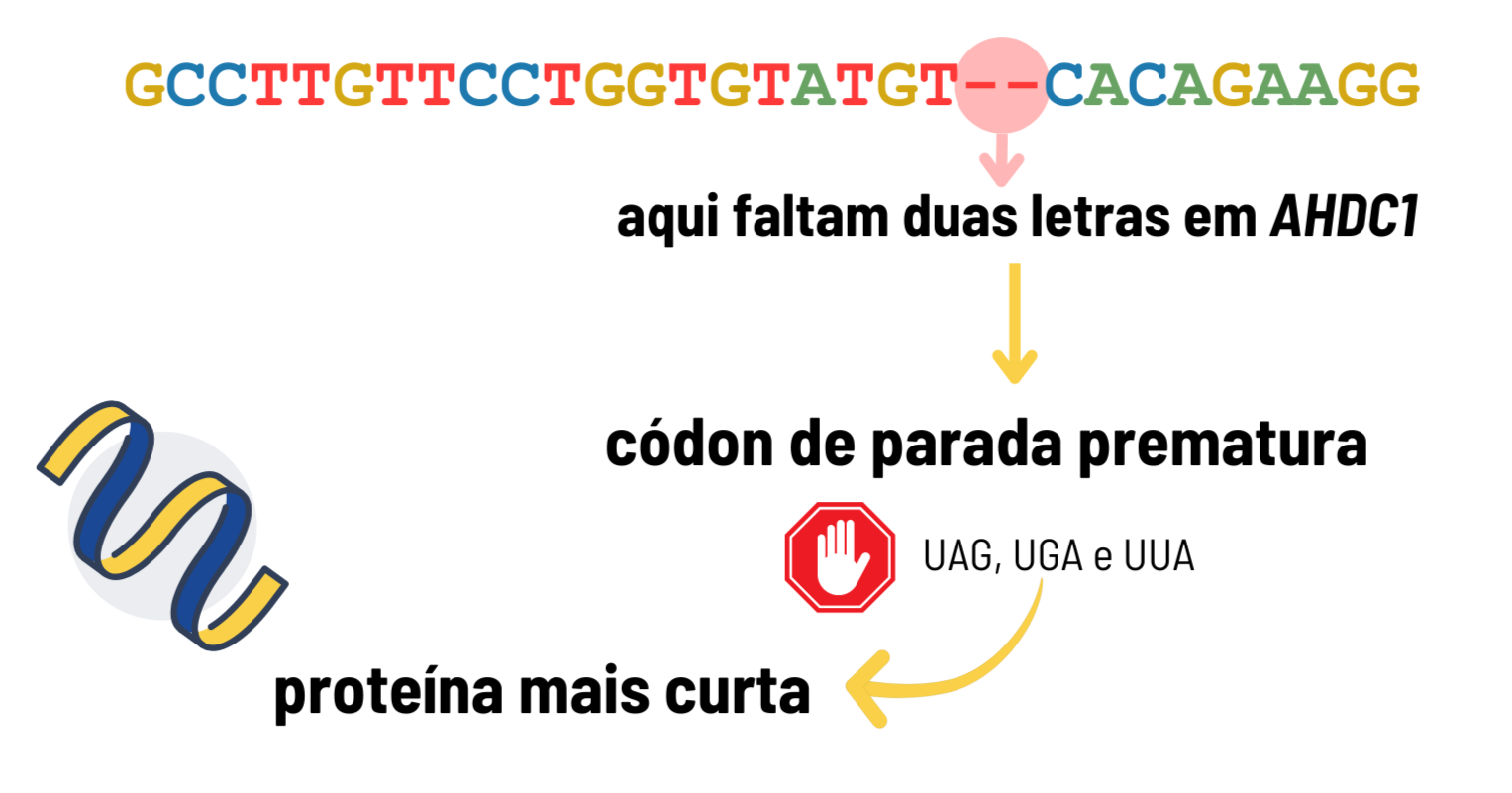
Mutações no gene AHDC1

Pouco se sabe sobre a fisiopatologia da síndrome de Xia-Gibbs, mas em geral as mutações resultam em um códon de parada prematuro durante a tradução (são variantes dos tipos “sem sentido” ou “mudança no quadro de leitura"), que é a produção da proteína a partir da informação que veio do gene. Dessa forma, essas mutações afetam a formação da gibina, que é a proteína codificada pelo gene AHDC1. Trata-se de uma proteína aparentemente importante no controle da expressão de outros genes8–10, provavelmente um fator de transcrição. No entanto, as funções da proteína gibina ainda não são completamente compreendidas. São necessários mais estudos para aprofundar os conhecimentos sobre os mecanismos biológicos decorrentes de mutações em AHDC1 que levam às características dos pacientes com a síndrome de Xia-Gibbs. 
História
A síndrome de Xia-Gibbs foi descrita pela primeira vez em 2014 por Xia e colaboradores. Foram relatados neste primeiro estudo quatro pacientes com pequenas deleções (perda de porções da sequência de DNA) na região codificante do gene AHDC1. Dessa forma, foi estabelecida a relação gene-fenótipo. O nome da síndrome é derivado dos sobrenomes de dois dos pesquisadores que propuseram essa relação. 
Pesquisas em desenvolvimento
Desde a primeira descrição da síndrome de Xia-Gibbs, em 2014, o grupo de pesquisa do Dr. Gibbs, no Texas (Estados Unidos), permanece empenhado em estudá-la. Também nos Estados Unidos, na Universidade de Stanford, um  grupo de pesquisa elucidou papéis importantes da gibina nos estágios iniciais do desenvolvimento do epitélio . Na Universidade de São Paulo (USP), um grupo de pesquisadores desenvolveu linhagens de células pluripotentes induzidas (iPSC) derivadas de células de pacientes com essa condição e um modelo de peixe (zebrafish) para o estudo da síndrome de Xia-Gibbs . Estes modelos poderão ser utilizados para investigar os mecanismos desencadeados por variantes no gene AHDC1, bem como possíveis alvos terapêuticos. 
Comunidade

A principal organização de pais de pessoas  com a síndrome de Xia-Gibbs é a Xia-Gibbs Society (https://www.xia-gibbs.org/), que promove encontros entre familiares e cientistas. No Brasil, os familiares de pacientes com essa síndrome se reuniram em um grupo de WhatsApp para troca de experiências. Se você tem um familiar ou paciente com a síndrome de Xia-Gibbs, pode obter informação de como ter acesso a esse grupo de WhatsApp na cartilha . Essa cartilha é útil também como instrumento para explicar sobre essa síndrome às pessoas que convivem com os pacientes (na escola, na vizinhança, a profissionais de saúde, etc.). 